# Campionato asiatico individuale di scacchi

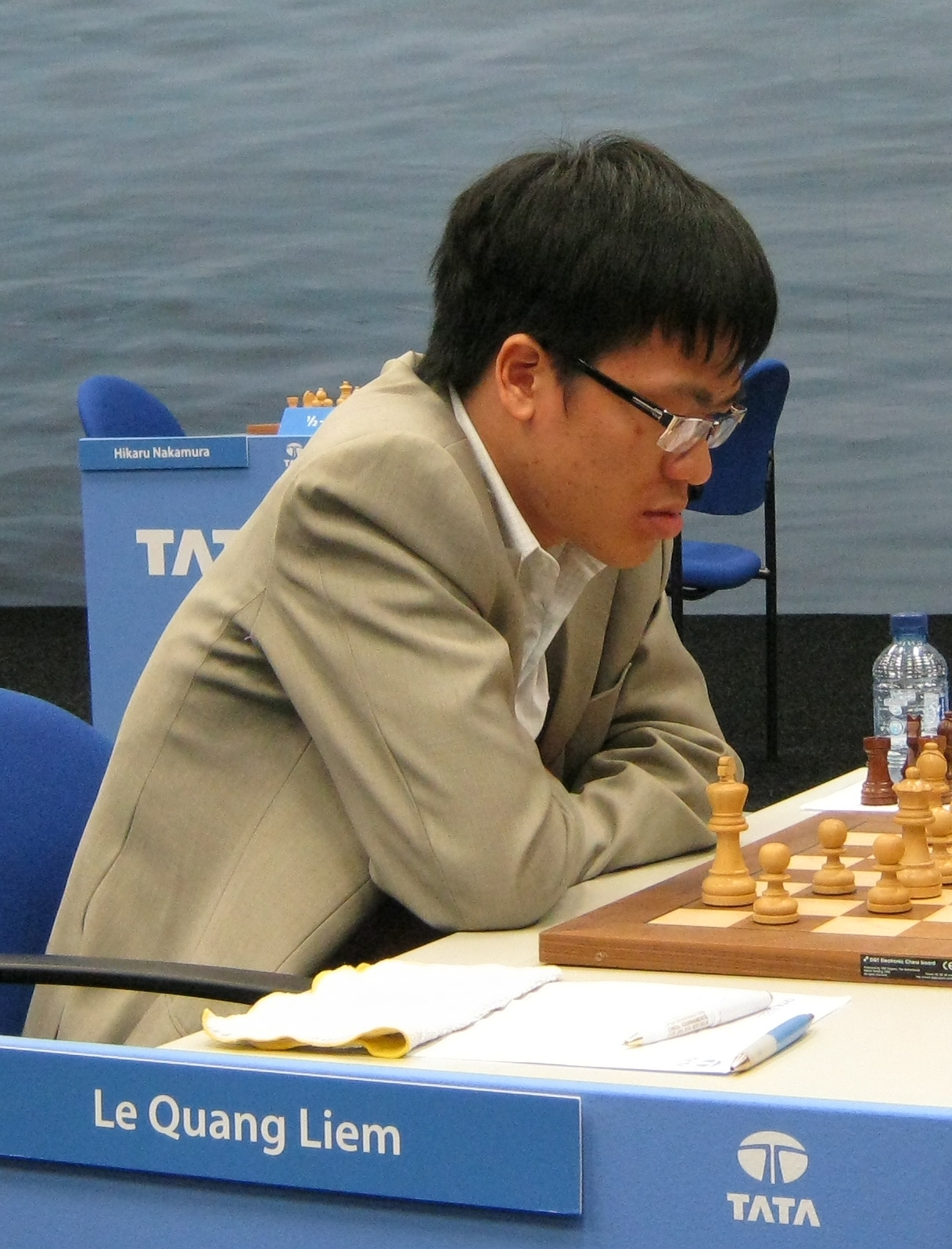
Lê Quang Liêm, vincitore del campionato asiatico 2019

Il Campionato asiatico di scacchi è un torneo di scacchi a cui possono partecipare i giocatori appartenenti alle Federazioni della FIDE delle Zone dalla 3.1 alla 3.7.
Tali zone comprendono tutti i paesi dell'Asia e dell'Oceania, con l'eccezione della Turchia e di Israele, che la FIDE ha assegnato alle zone europee (dalla 1.1 alla 1.5). 
Si svolge con il sistema svizzero ed è organizzato dalla Federazione asiatica degli scacchi (Asian Chess Federation), con sede ad al-'Ayn negli Emirati Arabi Uniti. È suddiviso in due sezioni: il campionato open (a cui possono partecipare entrambi i sessi), e quello femminile. Il campionato open si svolge dal 1998, quello femminile dal 1981. 
Sia il campionato open che quello femminile valgono per la qualificazione di un certo numero di giocatori rispettivamente alla Coppa del Mondo e al Campionato del mondo femminile.

## Albo dei vincitori

### Campionato open
|    | Anno | Città            | Vincitore               |
| -- | ---- | ---------------- | ----------------------- |
| 1  | 1998 | Teheran          | Rustam Kasimdzhanov     |
| 2  | 2000 | Udaipur          | Xu Jun                  |
| 3  | 2001 | Calcutta         | Xu Jun                  |
| 4  | 2003 | Doha             | Krishnan Sasikiran      |
| 5  | 2005 | Hyderabad        | Zhang Zhong             |
| 6  | 2007 | Cebu City        | Zhang Pengxiang[1]      |
| 7  | 2009 | Subic            | Surya Shekhar Ganguly   |
| 8  | 2010 | Subic            | Ni Hua                  |
| 9  | 2011 | Mashhad          | Pendyala Harikrishna    |
| 10 | 2012 | Ho Chi Minh City | Parimarjan Negi         |
| 11 | 2013 | Manila           | Li Chao[2]              |
| 12 | 2014 | Sharjah          | Yu Yangyi               |
| 13 | 2015 | al-'Ayn          | Salem Saleh[3]          |
| 14 | 2016 | Tashkent         | S.P. Sethuraman         |
| 15 | 2017 | Chengdu          | Wang Hao                |
| 16 | 2018 | Makati           | Wei Yi                  |
| 17 | 2019 | Xingtai          | Lê Quang Liêm[4]        |
| 18 | 2022 | New Delhi        | R. Praggnanandhaa [5]   |
| 19 | 2023 | Almaty           | Shamsiddin Vokhidov [6] |
| 20 | 2025 | Al Ain           | Bardiya Daneshvar [7]   |

### Campionato femminile
|    | Anno | Città            | Vincitore           |
| -- | ---- | ---------------- | ------------------- |
| 1  | 1981 | Hyderabad        | Rohini Khadilkar    |
| 2  | 1983 | Kuala Lumpur     | Rohini Khadilkar    |
| 3  | 1985 | Dacca            | Anupama Gokhale     |
| 4  | 1987 | Hyderabad        | Anupama Gokhale     |
| 5  | 1991 | Bhopal           | Bhagyashree Thipsay |
| 6  | 1996 | Salem            | Tamin Upi Darmayana |
| 7  | 1998 | Kuala Lumpur     | Xu Yuhua            |
| 8  | 2000 | Udaipur          | Hoang Thanh Trang   |
| 9  | 2001 | Chennai          | Li Ruofan           |
| 10 | 2003 | Kozhikode        | Humpy Koneru        |
| 11 | 2004 | Beirut           | Wang Yu             |
| 12 | 2007 | Teheran          | Tania Sachdev       |
| 13 | 2009 | Subic            | Zhang Xiaowen       |
| 14 | 2010 | Subic            | Atousa Pourkashiyan |
| 15 | 2011 | Mashhad          | Harika Dronavalli   |
| 16 | 2012 | Ho Chi Minh City | Irine Sukandar      |
| 17 | 2013 | Manila           | Huang Qian          |
| 18 | 2014 | Sharjah          | Irine Sukandar      |
| 19 | 2015 | al-'Ayn          | Mitra Hejazipour    |
| 20 | 2016 | Tashkent         | Bhakti Kulkarni     |
| 21 | 2017 | Chengdu          | Vo Thi Kim Phung    |
| 22 | 2018 | Makati           | Padmini Rout[8]     |
| 23 | 2019 | Xingtai          | Dinara Säduakasova  |
| 24 | 2022 | New Delhi        | P. V. Nandhidhaa    |
| 25 | 2023 | Almaty           | Deshmukh Divya [9]  |
| 26 | 2025 | Al Ain           | Yuxin Song [10]     |